# Rheumaptera clarior
Rheumaptera clarior är en fjärilsart som beskrevs av Alexander Michailovitsch Djakonov 1929. Rheumaptera clarior ingår i släktet Rheumaptera och familjen mätare. Inga underarter finns listade.